# Classe de Selberg

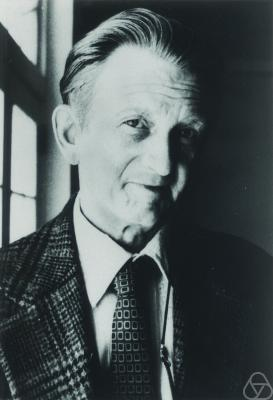
Portrait de Atle Selberg

En mathématiques , la classe de Selberg est une définition axiomatique d'une classe de fonctions L. Les éléments de la classe sont des séries de Dirichlet qui obéissent à quatre axiomes ayant pour objectif d'énoncer les propriétés fondamentales satisfaites par la plupart des fonctions communément appelées fonctions L ou fonctions zêta.  
Bien que la nature exacte de la classe soit encore à l'état de conjecture, on espère que sa définition conduira à une classification de son contenu et à une élucidation de ses propriétés, y compris une idée plus claire de leurs liens avec les formes automorphes et avec l'hypothèse de Riemann.  La classe a été introduite par Atle Selberg dans (Selberg 1992), qui a préféré ne pas utiliser le terme axiome utilisé ultérieurement par d'autres auteurs. 

## Définition
La définition formelle de la classe S est l’ensemble de toutes les séries de Dirichlet
{\displaystyle F(s)=\sum _{n=1}^{\infty }{\frac {a_{n}}{n^{s}}}}
absolument convergentes pour Re ( s )   >   1 qui satisfont quatre axiomes (ou hypothèses telles que les nomme Selberg): 
1. analyticité: {\displaystyle F(s)} se prolonge en une fonction méromorphe dans tout le plan complexe, avec un unique pôle (s'il existe) quand s vaut 1;
2. conjecture de Ramanujan: {\displaystyle a_{1}=1} et {\displaystyle a_{n}\ll _{\epsilon }n^{\epsilon }} pour tout {\displaystyle \epsilon >0};
3. équation fonctionnelle: il existe un facteur {\displaystyle \gamma } de la forme

{\displaystyle \gamma (s)=Q^{s}\prod _{i=1}^{k}\Gamma (\omega _{i}s+\mu _{i})}
où Q est réel et positif, {\displaystyle \Gamma } est la fonction gamma, les {\displaystyle \omega _{i}} sont réels et positifs et les {\displaystyle \mu _{i}} sont des nombres complexes de partie réelle positive, et il existe également une racine de l'unité
{\displaystyle \alpha \in \mathbb {C} ,|\alpha |=1}
tel que la fonction 
{\displaystyle \Phi (s)=\gamma (s)F(s)}
satisfasse 
{\displaystyle \Phi (s)=\alpha {\overline {\Phi (1-{\overline {s}}))}};}
1. produit eulérien: pour Re(s) > 1, F(s) peut s'écrire comme le produit portant sur tous les nombres premiers:

{\displaystyle F(s)=\prod _{p}F_{p}(s)}
avec {\displaystyle F_{p}(s)=\exp \sum _{n=1}^{\infty }{\frac {b_{p^{n}}}{p^{ns}}}}
et pour {\displaystyle \theta <{\frac {1}{2}}},
{\displaystyle b_{p^{n}}=O(p^{n\theta }).}

### Commentaires sur la définition
La condition que la partie réelle de μ i soit positive est qu'il existe des fonctions L qui ne satisfont pas l'hypothèse de Riemann lorsque μ i est négatif. Plus précisément, il existe des formes de Maass associées à des valeurs propres exceptionnelles, pour lesquelles la conjecture de Ramanujan-Peterssen est vérifiée , et ont une équation fonctionnelle, mais ne vérifient pas l'hypothèse de Riemann. 
La condition que θ < 1/2 est importante, car le cas θ = 1/2 inclut la fonction eta de Dirichlet, qui viole l'hypothèse de Riemann. 
C’est une conséquence de 4. que les a n sont multiplicatifs et que
{\displaystyle F_{p}(s)=\sum _{n=0}^{\infty }{\frac {a_{p^{n}}}{p^{ns}}}{\text{ for Re}}(s)>0.}

### Exemples
L'exemple prototypique d'un élément en S est la fonction zêta de Riemann. Un autre exemple est la fonction L du discriminant modulaire Δ 
{\displaystyle L(s,\Delta )=\sum _{n=1}^{\infty }{\frac {a_{n}}{n^{s}}}}
où {\displaystyle a_{n}=\tau (n)/n^{11/2}{\text{ et }}\tau (n)}est la fonction tau de Ramanujan . 
Tous les exemples connus sont des fonctions L automorphes et les inverses de F p ( s ) sont des polynômes en p - s de degré lié. 
Les meilleurs résultats sur la structure de la classe de Selberg sont dus à Kaczorowski et Perelli, qui montrent que les fonctions L de Dirichlet (y compris la fonction zêta de Riemann) sont les seuls exemples avec un degré inférieur à 2.

## Propriétés de base
Comme avec la fonction zêta de Riemann, un élément F de S a des zéros triviaux issus des pôles du facteur gamma γ ( s ).  Les autres zéros sont appelés zéros non triviaux de F. Ceux-ci seront tous situés dans une bande 1 − A ≤ Re(s) ≤ A. En indiquant le nombre de zéros non triviaux de F avec 0 ≤ Im(s) ≤ T par N F ( T ), Selberg a montré que 
{\displaystyle N_{F}(T)d_{F}{\frac {T\log(T+C)}{2\pi }}+O(\log T)}
Ici, d F est appelé le degré (ou dimension) de F. Il est donné par 
{\displaystyle d_{F}=2\sum _{i=1}^{k}\omega _{i}}
On peut montrer que F   =   1 est la seule fonction en S dont le degré est inférieur à 1. 
Si F et G appartiennent à la classe de Selberg, leurs produits aussi et 
{\displaystyle d_{FG}=d_{F}+d_{G}.}
Une fonction F ≠ 1 en S est appelée primitive si chaque fois qu'elle est écrite en tant que F   =   F 1 F 2 , avec F i dans S , puis F   =   F 1 ou F   =   F 2 .  Si d F   =   1, alors F est une primitive.  Toute fonction F ≠ 1 de S peut être écrite comme un produit de fonctions primitives.  Les conjectures de Selberg, décrites ci-dessous, impliquent que la factorisation en fonctions primitives est unique. 
Des exemples de fonctions primitives incluent la fonction zêta de Riemann et les fonctions L de Dirichlet des caractères de Dirichlet primitifs.  En supposant les conjectures 1 et 2 ci-dessous, les fonctions L de représentations automorphes cuspidiennes irréductibles qui satisfont la conjecture de Ramanujan sont primitives. 

## Les conjectures de Selberg
Dans (Selberg 1992), Selberg a formulé des conjectures concernant les fonctions de S :  
- Conjecture 1: pour tout F dans S , il existe un entier n F tel que

{\displaystyle \sum _{p\leq x}{\frac {|a_{p}|^{2}}{p}}=n_{F}\log \log x+O(1)}
et où {\displaystyle n_{F}=1} quand F est primitive.
- Conjecture 2: Pour des primitives distinctes F ,   F ′   ∈   S ,

{\displaystyle \sum _{p\leq x}{\frac {a_{p}a_{p'}}{p}}=O(1)}
- Conjecture 3: Si F appartient à S avec une factorisation primitive

{\displaystyle F=\prod _{i=1}^{m}F_{i},}
si χ est un caractère de Dirichlet primitif, et si la fonction
{\displaystyle F^{\chi }(s)=\sum _{n=1}^{\infty }{\frac {\chi (n)a_{n}}{n^{s}}}}
est également dans S, alors les fonctions F i χ sont des éléments primitifs de S (et, par conséquent, ils forment la factorisation primitive de F χ).
- Hypothèse de Riemann pour S: pour tout F dans S, les zéros non triviaux de F se trouvent tous sur la droite Re (s)   =   1/2.

### Conséquences des conjectures
Les conjectures 1 et 2 impliquent que si F a un pôle d'ordre m en s   =   1, alors F(s)/ζ(s)m est entier.  En particulier, elles impliquent la conjecture de Dedekind. 
M. Ram Murty a montré dans (Murty 1994)   que les conjectures 1 et 2 impliquent la conjecture d'Artin.  En fait, Murty a montré que les fonctions d’ Artin L correspondant aux représentations irréductibles du groupe de Galois d’une extension des rationnels résoluble sont automorphes, comme le prédisent les conjectures de Langlands. 
Les fonctions S satisfont aussi un analogue du théorème des nombres premiers : F(s) n'a pas de zéros sur la droite Re(s)   =   1.  Comme mentionné ci-dessus, les conjectures 1 et 2 impliquent la factorisation unique des fonctions de S en fonctions primitives.  Une autre conséquence est que la primitivité de F est équivalente à n F   =   1.

## Voir également
- Liste de fonctions zêta